# Les Visionnaires
Les Visionnaires est une comédie de Desmarets de Saint-Sorlin, publiée en 1637.
Alcidon, père de famille, cherche à marier ses trois filles, Mélisse, Hespérie et Sestiane. Mais ces dernières, aveuglées par leurs folies respectives (Mélisse est amoureuse d'Alexandre le Grand, Hespérie croit que tous les hommes l'aiment et Sestiane est amoureuse de la comédie) ne l'entendent pas de cette oreille. Et cela malgré la présence de prétendants tous aussi fous, parmi lesquels Artabaz, grand matamore, Amidor, poète extravagant, Phalante, riche imaginaire ou encore Filidan, « l'amoureux en idées »... Comment Alcidon, vieillard indécis, conseillé par son parent Lysandre, réussira-t-il à dénouer cette situation ?
La pièce Les Visionnaires décrit différents personnages qui se croisent sans jamais vraiment se rencontrer.
Benedetta Craveri indique que la pièce a été écrite à l'instigation de Richelieu lui-même, Catherine de Rambouillet pouvant être reconnue dans le personnage de Sestiane.